# 维涅蒙
维涅蒙（法語：Vignemont，法語發音：[viɲmɔ̃]）是法国瓦兹省的一个市镇，属于贡比涅区。

## 地理
维涅蒙（49°30'7"N, 2°46'35"E）面积4.23 平方千米，位于法国上法蘭西大區瓦兹省，该省份为法国北部内陆省份，北起索姆省，西接厄尔省和滨海塞纳省，南至塞纳-马恩省和瓦兹河谷省，东临埃纳省。
与维涅蒙接壤的市镇（或旧市镇、城区）包括：昂特伊波尔特、阿龙德河畔布赖讷、马尔凯格利斯、旺代利库尔、维莱叙库丹。

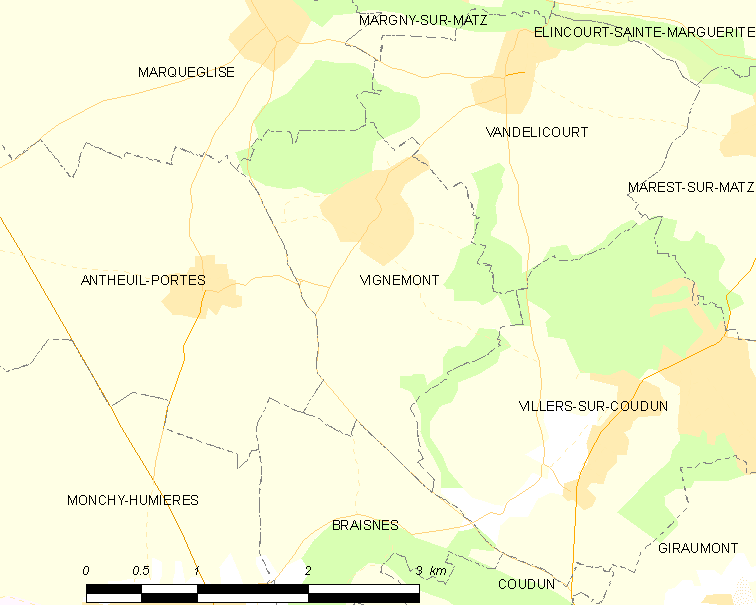
维涅蒙的OSM定位图

维涅蒙的时区为UTC+01:00、UTC+02:00（夏令时）。

## 行政
维涅蒙的邮政编码为60162，INSEE市镇编码为60675。

## 政治
维涅蒙所属的省级选区为埃斯特雷圣但尼县。

## 人口

1962-2008年间维涅蒙人口变化图示

维涅蒙于2022年1月1日时的人口数量为420人。